# Kanton Toulouse-9
Der Kanton Toulouse-9  ist seit 1973 ein französischer Wahlkreis im Arrondissement Toulouse im Département Haute-Garonne in der Region Okzitanien; sein Hauptort ist Toulouse.

## Gemeinden
Der Kanton besteht aus zwei Gemeinden und einem Teil der Stadt Toulouse mit insgesamt 57.925 Einwohnern (Stand: 1. Januar 2022) auf einer Gesamtfläche von 20,89 km²:
| Gemeinde          | Einwohner 1. Januar 2022 | Fläche km² | Dichte Einw./km² | Code INSEE | Postleitzahl                             |
| ----------------- | ------------------------ | ---------- | ---------------- | ---------- | ---------------------------------------- |
| L’Union           | 12.410                   | 6,77       | 1.833            | 31561      | 31240                                    |
| Saint-Jean        | 11.239                   | 5,94       | 1.892            | 31488      | 31240                                    |
| Toulouse          | 34.276                   | 8,18       | 4.190            | 31555      | 31000, 31100, 31200, 31300, 31400, 31500 |
| Kanton Toulouse-9 | 57.925                   | 20,89      | 2.773            | 3123       | –                                        |

1. ↑   Nur der nordöstliche Teil der Gemeinde, der Rest verteilt sich auf die Kantone Toulouse-1, Toulouse-2, Toulouse-3, Toulouse-4, Toulouse-5, Toulouse-6, Toulouse-7, Toulouse-8, Toulouse-10 und Toulouse-11.

Bis zur landesweiten Neuordnung der französischen Kantone im März 2015 bestand der Kanton aus den zwei Gemeinden Ramonville-Saint-Agne und Toulouse. Er besaß einen anderen INSEE-Code als heute, nämlich 3144.